# Yefushan
Yefushan (kinesiska: 冶父山) är en köping i östra Kina. Den ligger i Lujiang härad i staden Hefei i provinsen Anhui, omkring 66 kilometer söder om provinshuvudstaden Hefei. Antalet invånare är 38127. Befolkningen består av 19 149 kvinnor och 18 978 män. Barn under 15 år utgör 18,0 %, vuxna 15-64 år 68 %, och äldre över 65 år 13,0 %.